# 宋榮 (景泰進士)
宋榮（1420年—？），字弘仁，江西南昌府豐城縣人，民籍，明朝政治人物。進士出身。

## 生平
江西鄉試第一百四十八名。景泰五年（1454年）甲戌科會試第三百十八名，殿試登進士第二甲第四十九名。

## 家族
曾祖父宋均祥。祖父宋以德。父亲宋子誠，曾任義民。